# Tijana Bošković
Tijana Bošković, cirill: Тијана Бошковић (Trebinje, 1997. március 8. –) olimpiai ezüstérmes, világ- és Európa-bajnok szerb röplabdázó.

## Pályafutása

### Klubcsapatban
2010–11-ben a ŽOK Hercegovac, 2011 és 2015 között a szerb ŽOK Partizan Vizura röplabdázója volt. 2015 óta a török Eczacıbaşı VitrA csapatában játszik.

### A válogatottban
2014 óta a szerb válogatott tagja. A 2016-os Rio de Janeiró-i játékokon ezüst-, a 2020-as tokiói olimpián bronzérmet szerzett a szerb csapattal. A 2018-as és a 2022-es világbajnokságon tagja volt aranyérmes együttesnek. Az Európa-bajnokságokon két arany-, egy-egy ezüst- és bronzérmet szerzett.

## Sikerei, díjai
- Olimpiai játékok
  - ezüstérmes: 2016, Rio de Janeiro
  - bronzérmes: 2020, Tokió
- Világbajnokság
  - aranyérmes (2): 2018, 2022
- Európa-bajnokság
  - aranyérmes (2): 2017, 2019
  - ezüstérmes: 2021
  - bronzérmes: 2015

 Partizan Vizura
- Szerb bajnokság
  - bajnok: 2014
- Szerb kupa
  - győztes: 2015

 Eczacıbaşı VitrA
- Török kupa
  - győztes: 2019
- CEV-kupa
  - győztes (2): 2017–18, 2021–22
- Klubvilágbajnokság
  - győztes: 2016